# 船越景直
船越 景直（ふなこし かげなお、天文9年（1540年） - 慶長16年3月10日（1611年4月22日））は、戦国時代から江戸時代初期の武将、江戸幕府の旗本。父は船越景綸。子に永景、北条氏盛室。通称は五郎右衛門。官途は左衛門尉。

## 生涯
天文9年（1540年）、船越景綸の子として誕生。
船越氏は藤原氏の流れを汲んだ淡路の国人で、鎌倉時代より三原郡倭文の庄田を中心に支配し、室町時代には細川氏の被官となって活動していた。
はじめ、景直は淡路庄田城主として、細川氏の重臣だった三好長慶の弟・安宅冬康に水軍を従えて仕えた。後に三好氏が滅んだことから織田信長に帰属し、天正9年（1581年）には淡路を攻めた羽柴秀吉から本領安堵を受ける。本能寺の変の後も秀吉の直臣として賤ヶ岳の戦いや小牧・長久手の戦いに参陣。後に所領を播磨明石郡へと移され、4000石を受けて弓組と鉄砲組を率いた。その後も小田原征伐や文禄の役にも従軍している。
ところが、文禄4年（1595年）に秀次事件に関わって秀吉から勘気を蒙り、陸奥の南部信直に預けられる。秀吉の没後、徳川家康の求めから摂津や河内に所領をあてがわれて復し、関ヶ原の戦いには東軍に加わった。その功から大和宇智郡にも1,500石を加増され、6000石あまりを知行する江戸幕府の旗本に列す。翌年には、家康に請われて堀尾吉晴や猪子一時、大島光義らと共に関ヶ原の戦いの話に興じている。
慶長16年（1611年）に死去。享年72。
景直は茶人として知られ古田織部に師事し、慶長11年（1606年）3月12日に皆伝を受けている。茶道具に用いられる織物、名物裂にある船越間道は景直あるいは子の永景が用いたことに由来する。